# 北海道道37号鷹栖東神楽線
北海道道37号鷹栖東神楽線（ほっかいどうどう37ごう たかすひがしかぐらせん）は、北海道上川郡鷹栖町と東神楽町を結ぶ道道（主要地方道）である。

## 概要
上川郡鷹栖町から旭川市東鷹栖・永山・東旭川町上兵村・東旭川町旭正を経由して東神楽町に至る。環状1号線の外側を通っていることから「外環状線」と呼ばれることもある。
地域高規格道路旭川十勝道路の一部と位置付けられ、整備が進められている。

### 路線データ
- 起点：北海道上川郡鷹栖町北1条1丁目（北海道道251号雨竜旭川線交点）
- 終点：北海道上川郡東神楽町南13号（北海道道68号旭川空港線交点）
- 総延長：24.102 km[2]
- 実延長：24.048 km[2]
- 重用延長：0.054 km[2]

### 道路管理者
- 上川総合振興局 旭川建設管理部 事業課

## 歴史
- 1957年（昭和32年）3月30日 - 161号鷹栖東旭川神楽線として路線認定[3]。
- 1982年（昭和57年）4月1日 - 路線名を鷹栖東神楽線に変更[4]。
- 1993年（平成5年）5月11日 - 建設省から、道道鷹栖東神楽線が鷹栖東神楽線として主要地方道に指定される[5]。
- 1994年（平成6年）10月1日 - 路線番号を37号に変更[6]。
- 2022年 (令和4年)3月28日 - 北海道が整備を続けている地域高規格道路、旭川十勝道路の一部となる、旭川市東旭川町旭正-東神楽町12号南間のバイパス5,5キロが暫定2車線で開通し、道道37号に編入された。
  - 今後5カ年計画で同区間を含む　約10キロの区間を4車線化する計画で2027年の完成を見込んでいる。

## 路線状況

### 通称
- 外環状線
- 3.3.43東鷹栖東旭川通

旭川圏都市計画道路（旭川市東鷹栖4条3丁目 - 旭川市東旭川上兵村）
- 1.3.18環状3号線

1965年（昭和40年）決定時から、1972年（昭和47年）まで

### 重複区間
- 北海道道140号愛別当麻旭川線（旭川市東旭川町上兵村 - 旭川市工業団地1条1丁目）
- 北海道道1160号旭川旭岳温泉線（旭川市東旭川町旭正）

### 道路施設

#### 主な橋梁
- 永山橋（377 m、石狩川、旭川市東鷹栖 - 旭川市永山）
- 永山中央跨線橋（125 m、宗谷本線、旭川市永山）
- 峰観橋（141 m、牛朱別川、旭川市永山町 - 旭川市東旭川町上兵村）
- 東神楽橋（260 m、忠別川、東神楽町）
- 新東神楽橋 (253m 忠別川、旭川市-東神楽町)

## 地理

### 通過する自治体
- 上川総合振興局
  - 上川郡鷹栖町
  - 旭川市
  - 上川郡東神楽町

### 交差する道路
鷹栖町
- 北海道道251号雨竜旭川線 - 北1条1丁目（起点）
- 北海道道520号鷹栖東鷹栖比布線 - 11線12号

旭川市
- 北海道道1150号旭川北インター線 -東鷹栖4線13号
- 国道40号（北海道道942号東鷹栖永山線） - 東鷹栖1条4丁目
- 北海道道761号北旭川停車場永山線 - 永山町10丁目
- 国道39号 - 永山2条19丁目
- 北海道道140号愛別当麻旭川線 - 東旭川町上兵村、工業団地1条1丁目（重複）
- 北海道道295号瑞穂旭川停車場線 - 工業団地1条1丁目
- 北海道道940号東川旭川線 - 東旭川町旭正
- 北海道道1160号旭川旭岳温泉線 - 東旭川町旭正

東神楽町
- 北海道道294号東川東神楽旭川線 - 北1条東1丁目、東神楽10号
- 北海道道68号旭川空港線 - 南13号（終点）

### 沿線にある施設など
鷹栖町
- 北海道鷹栖高等学校
- 鷹栖町立鷹栖小学校

旭川市
- 旭川市立東鷹栖中学校
- 北海道旅客鉄道 宗谷本線 永山駅
- 旭川市永山図書館
- 旭川市立永山小学校
- 北海道上川総合振興局
- 旭川市立永山中学校
- 旭川市立旭川第二小学校

東神楽町
- 義経公園
- 東神楽町役場
- 交流プラザつつじ館
- 東神楽町立東神楽小学校
- 旭川空港